# علم المصريات

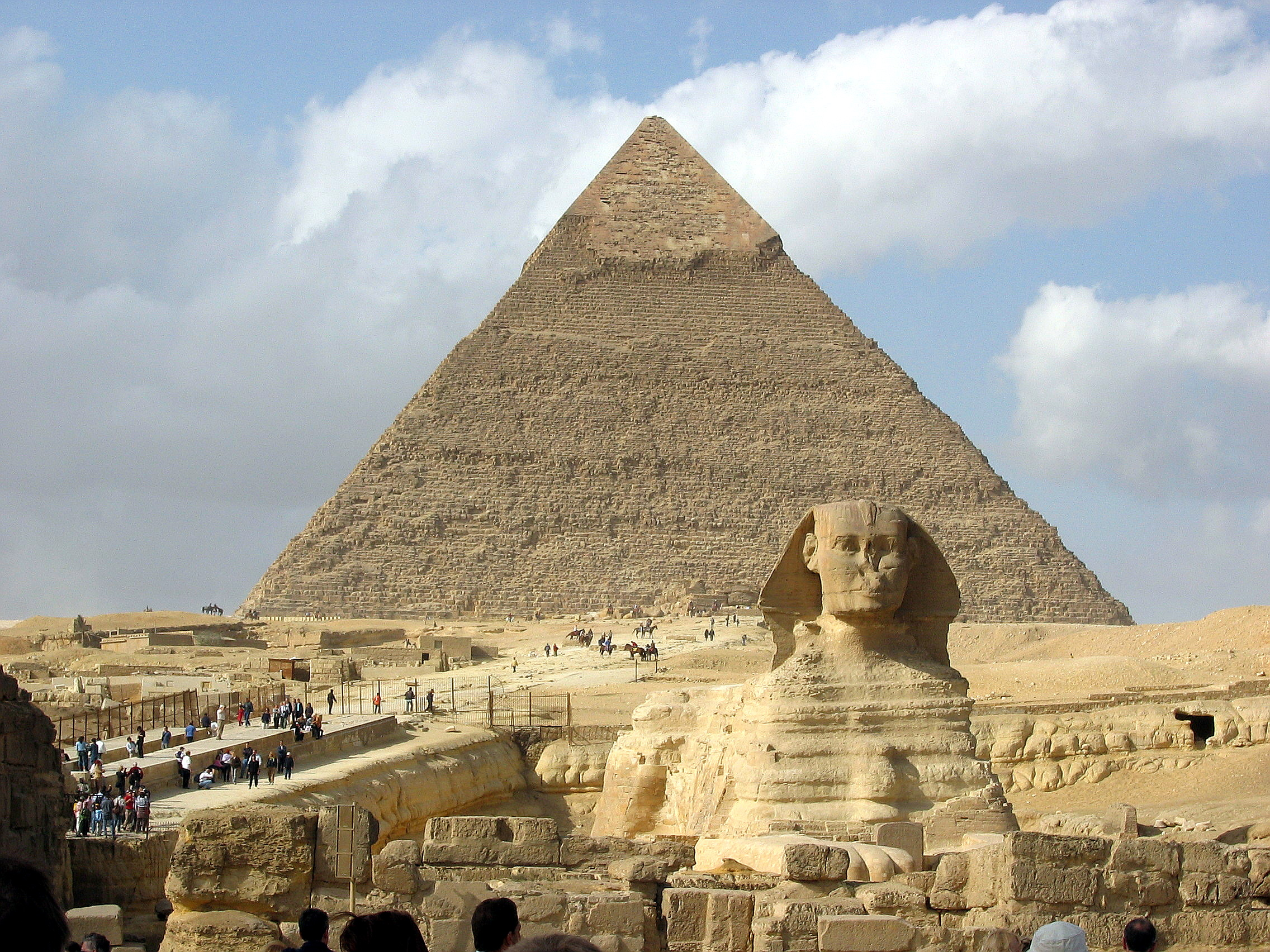

علم المصريات (بالإنجليزية: Egyptology)‏ هو أحد فروع علم الآثار وهو علم يختص بدراسة تاريخ مصر القديمة، ولغتها وآدابها ودياناتها وفنونها وتعدّ الحضارة المصرية من أقدم حضارات التاريخ. كما هو دراسة اللغة والأدب والدين والعمارة والفن من الألفية الخامسة قبل الميلاد حتى نهاية ممارساتها الدينية المحلية في القرن الرابع الميلادي. ممارس هذا التخصص هو «عالم مصريات». في أوروبا، ولا سيما في القارة، يُنظر إلى علم المصريات في المقام الأول على أنه تخصص لغوي، بينما في أمريكا الشمالية يُنظر إليه غالبًا على أنه فرع من علم الآثار.

## نشأة علم المصريات
يعدّ القدماء المصريون هم أول علماء المصريات بداية من الملك تحتمس الرابع الذي قام بإزالة الرمال من حول جسد أبو الهول تحقيقا لحلم رآه يناشده فيه بذلك، وقد ترك تحتمس الرابع لوحة تحكى تفاصيل هذا الحلم.
وبعد تحتمس بقرنين من الزمان قام الأمير خعمواس ابن الملك رمسيس الثاني بالتنقيب وترميم آثار أجداده القدماء من معابد ومقابر ومباني منها هرم الملك أوناس بسقارة ليكون أول مرمم للآثار في علم المصريات.

## عصر الإغريق والرومان
في أواخر القرن الثاني قبل الميلاد بدأ اهتمام الإغريق بدراسة التاريخ بعد إنشاء مكتبة الإسكندرية وكتب مينون تاريخ مصر القديمة وقسمه الي أسرات بناءً علي طلب بطليموس ليوضع في المكتبة وقد جمعه من وثائق وبرديات المعابد والمكتبات الخاصة وقام الرومان بدراسة تاريخ مصر، وقد وصل إلينا جزء كبير من المعلومات والتواريخ عن تاريخ مصر عن طريق كتابات وتأريخ مؤرخين أمثال هيرودوت والمؤرخ المقدوني سترابون وسولون وديودورس الصقلي الذي عاش في عهد يوليوس قيصر وأغسطس وبليني المؤرخ الروماني ويوسيفوس مؤرخ اليهود، والجزء الأكبر من المعلومات وصل إلينا من الكاهن المصري مانيتون الذي كان أول من كتب تاريخ مصر الزمنى وقوائم الملوك خلال فترة الحكم البطالمة في القرن الثالث قبل الميلاد، ويعدّ مانيتون المرجع الأول لعلماء التاريخ المصري القديم.

## علماء المصريات في القرون الوسطى
قدم علماء المصريات في القرون الوسطى العديد من الإسهامات في كشف أسرار الحضارة المصرية القديمة
- فكانت أول محاولة معروفة قام بها يوحنا النقيوسي في القرن السابع الميلادي،
- ثم ذو النون المصري وأبو بكر أحمد بن وحشية في القرن التاسع الميلادي، واستطاعوا فهم جزء من طبيعة اللغة الهيروغليفية ومعرفة بعض ما كتب بها بمقارنتها باللغة القبطية المعاصرة الذي استخدمها القساوسة الأقباط في وقتهم،
- وبعد ذلك ساويرس بن المقفع اسقف الاشمونين الذي كتب تاريخ مصر وحوادثها في تاريخ سير البيعة وبعده ابن الراهب الذي عمل تاريخ العالم
- كما قام المؤرخ عبد اللطيف البغدادي (1162-1231م) الذي كان يُدرس في جامعة الأزهر في القرن الثالث عشر والذي كتب وصف مفصل لآثار مصر القديمة،
- وفي القرن الخامس عشر الميلادي قام المؤرخ المقريزي بعمل مشابه لعمل البغدادي حيث قام بتقييم مفصل لآثار مصر القديمة.

## الباحثين الأوروبيين
وبداية من القرن الثالث عشر بدأ الباحثين الأوروبيين وكتاب الرحلات الذين كانوا في الأغلب يقومون بسرقة وتهريب الآثار إلا أن ملاحظاتهم وكتاباتهم قدمت الكثير من المعلومات بالرغم من الأخطاء الفاحشة فيها ولكن لبعضهم إسهامات جليلة نتجت من أتباعهم طرق علمية ومنهم جون جريفز وكلود سيكارد والدانمركي فريدريك لويس نوردن وريتشارد بوكوك وبنوا دي ماييه، وفي بداية القرن السادس عشر بين العالم أثانيسيوس كيرتشر من الجزويت أهمية النطق الصوتي في اللغة الهيروغليفية.
وفي أواخر القرن الثامن عشر قام علماء حملة نابليون بتسجيل الحياة النباتية والحيوانية والتاريخ في موسوعة وصف مصر، واتخذت دراسة التاريخ المصري القديم شكلا علميا أكثر بعد أكتشاف حجر رشيد ويلاحظ أن علم المصريات الحديث بدأ عام 1822م.

## علم المصريات الحديث

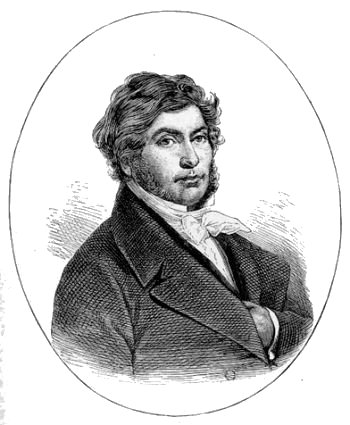
جان فرنسوا شامبليون

مع اكتشاف حجر رشيد وفك رموز الهيروغليفية عام 1822م بدأت مرحلة جديدة من علم المصريات بدأ فيه كتابة التاريخ بناء على الأكتشافات الحفرية والبرديات واللوحات والنقوش على جدران المعابد والمقابر.
وكان أول علماء المصريات الذين اكتسبوا شهرة واسعة جان فرانسوا شامبليون (1790-1832م) والأيطالي أبوليتو روسيلليني، وفي عام 1828 جاء شامبليون ونيستور لوت وأيبوليتو أعضاء البعثة الفرنسية إلى مصر وحصل على تصريح بالتنقيب من محمد علي باشا وقاموا باستكشاف خمسين موقعا وسجلوا ملاحظاتهم في ست مجلدات، وقد قدم شامبليون إلى محمد على ألتماسا يقترح فيه تنظيم الحفريات ووضع قوانين لمنع السرقة والتهريب للآثار المصرية ولكنه لم يجد صدى لدى محمد على كما قدم بعده بعامين رفاعة الطهطاوي ألتماسا أخر ولكن لم يتم أتخاذ أي أجراء حتى جاء أوجست مارييت، وقد كان رفاعة الطهطاوي أول علماء المصريات المصرين وكان متأثرا بأعمال العلماء المسلمين في القرون الوسطي في علم المصريات.
وفى عام 1858م بدأت أبحاث أوجست مارييت والبعثة الفرنسية في إعادة تنظيم الآثار وتصنيفها وتأريخها كما عمل جاهدا على وضع القوانين لمواجهة أعمال التهريب والسرقة، كما أسس المتحف المصري بالقاهرة لحفظ الآثار.

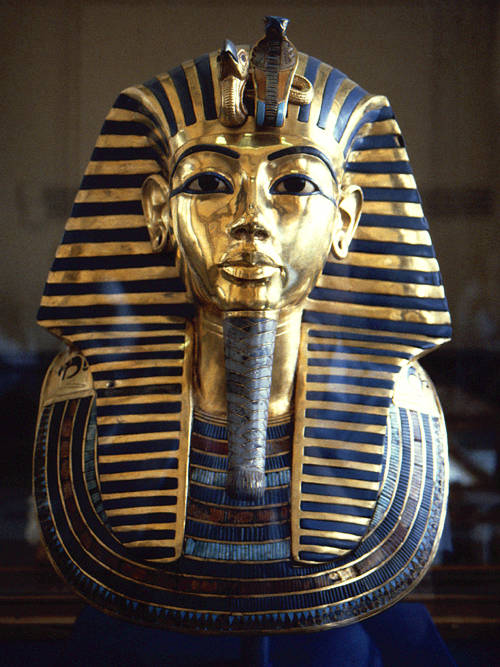
توت عنخ آمون

وفي عام 1922م جذب كشف هوارد كارتر لمقبرة الملك الشاب توت عنخ آمون بتمويل من اللورد كارنرفون أنتباه واهتمام أكثر لعلم المصريات
وفى بداية القرن العشرين أتخذت دراسة الحضارة المصرية القديمة شكلا أكاديميا وأصبحت تخصص مهني وبدأت هذه المرحلة من خلال أعمال ويليام فليندر بيتري الذي قدم أسلوب وتقنية في الحفظ والتنقيب والتسجيل، وأدوار نافيل ووايزنر وونلوك.
وأيضا الأبحاث التي قام بها أدولف أرمان ورانك لوضع قاموس اللغة المصرية القديمة والذي جمع أعمال جورج ست وسير والاس يادج وجرينث جاردنر وجوتييه والعالم المصري سليم حسن الذي كان من المشرفين على وضع القاموس.
كما دخلت التكنولوجيا علم المصريات وأستخدمت وسائل وأجهزة حديثة لاستخلاص وتحليل الحفريات والآثار مثل استخدام الكربون المشع في تحديد زمن وعمر الأكتشافات.
وقد أصبح علم المصريات من المواد العلمية الرئيسية التي تدرس في الجامعات وأنششأت معاهد خاصة لدراسته وللقيام بالأبحاث.

### القرن 21
في العصر الحديث، تتحكم وزارة الدولة للآثار تصاريح التنقيب لعلماء المصريات للقيام بعملهم. يمكن للمجال الآن استخدام الأساليب الجيوفيزيائية والتطبيقات الأخرى لتقنيات الاستشعار الحديثة.
في يونيو 2000، اكتشف المعهد الأوروبي للآثار المغمورة بالمياه (IEASM)، الذي يديره فرانك جوديو، بالتعاون مع وزارة الآثار المصرية، مدينة تونيس هيراكليون القديمة الغارقة في خليج أبو قير اليوم. تماثيل الملك والملكة العملاقة معروضة في المتحف المصري الكبير. القطع الأثرية المكتشفة الأخرى معروضة في مكتبة الإسكندرية ومتحف الإسكندرية الوطني (ANM). تم توثيق الحفريات من خلال العديد من المنشورات.
في مارس 2017، اكتشف فريق علماء الآثار المصري الألماني تمثالًا يبلغ ارتفاعه ثمانية أمتار عمره 3000 عام، يشتمل على رأس وجذع يُعتقد أنه يصور الفرعون رمسيس الثاني. وفقًا لخالد العناني، وزير الآثار المصري، كان يُعتقد على الأرجح أن التمثال هو الملك بسماتتش الأول. كشفت الحفريات أيضًا عن 80 جزء بطول سم من تمثال من الحجر الجيري للفرعون ستي الثاني أثناء التنقيب في الموقع.
في آب / أغسطس 2017، أعلن علماء الآثار من وزارة الآثار عن اكتشاف خمسة مقابر من الطوب اللبن في بئر شغالة، يعود تاريخها إلى ما يقرب من 2000 عام. كما كشف الباحثون عن أقنعة بالية مطلية بالذهب وعدة جرار كبيرة وقطعة من الفخار عليها كتابات مصرية قديمة لم يتم حلها.
في نوفمبر 2017 (25 أكتوبر 2000)، أعلنت البعثة المصرية بالتعاون مع المعهد الأوروبي للآثار المغمورة عن اكتشاف حطام ثلاث سفن عمرها 2000 عام يعود تاريخها إلى العصر الروماني في خليج أبو قير بالإسكندرية.
وشملت الحمولة الغارقة رأسًا ملكيًا من الكريستال ربما يخص قائد الجيوش الرومانية «أنطونيو»، وثلاث عملات ذهبية من عصر الإمبراطور أوكتافيوس أوغسطس، وألواح خشبية كبيرة وأواني فخارية.
في أبريل 2018، أعلنت وزارة الآثار المصرية عن اكتشاف رأس تمثال نصفي للإمبراطور الروماني ماركوس أوريليوس في معبد كوم أمبو بأسوان أثناء العمل على حماية الموقع من المياه الجوفية.
في أبريل 2018، أعلنت وزارة الآثار المصرية عن اكتشاف مرقد الإله أوزوريس - بتاح نيب، الذي يعود تاريخه إلى الأسرة الخامسة والعشرين في معبد الكرنك بالأقصر. ووفقًا لعالم الآثار عصام ناجي، فإن بقايا المنطقة تحتوي على أواني فخارية، والجزء السفلي من تمثال جالس وجزء من لوحة حجرية تُظهر مائدة قرابين مليئة بشاة وإوزة، وهما رمزان للإله آمون.
في يوليو 2018، أبلغ رمضان بدري حسين، رئيس فريق الباحثين المصريين الألمان، من جامعة توبنغن، عن اكتشاف قناع دفن مذهّب نادر للغاية يعود تاريخه على الأرجح إلى الفترة الصيت الفارسية في تابوت خشبي تالف جزئيًا في سقارة. آخر مرة تم العثور فيها على قناع مشابه كانت عام 1939. كانت العيون مغطاة بحجر سبج، كالسيت، وأحجار كريمة ذات لون أسود ربما عقيق يماني. "العثور على هذا القناع يمكن أن يسمى ضجة كبيرة. قال حسين.
في يوليو 2018، أعلن علماء الآثار بقيادة زينب حشيش عن اكتشاف تابوت من الجرانيت الأسود عمره 2000 عام يبلغ وزنه 30 طنًا في الإسكندرية. كانت تحتوي على ثلاثة هياكل عظمية متضررة في مياه الصرف الصحي ذات اللون الأحمر والبني. وبحسب عالم الآثار مصطفى وزيري، بدت الهياكل العظمية أشبه بمقبرة عائلية مع امرأة في منتصف العمر ورجلين. كشف الباحثون أيضًا عن قطعة أثرية صغيرة من الذهب وثلاث صفائح رقيقة من الذهب.
في سبتمبر 2018، تم اكتشاف تمثال لأبي الهول من الحجر الرملي في معبد كوم أمبو. يبلغ قياس التمثال 28سم في العرض و38سم في الارتفاع، ومن المحتمل أن يعود تاريخه إلى عهد الأسرة البطلمية.
في سبتمبر 2018، عثر فريق من علماء الآثار البولنديين بقيادة كامل كوراشكيفيتش من كلية الدراسات الشرقية بجامعة وارسو على عشرات المومياوات التي تعود إلى 2000 عام في سقارة.
في نوفمبر 2018، عثرت بعثة أثرية مصرية على سبعة مقابر مصرية قديمة في مقبرة سقارة القديمة تحتوي على مجموعة من الجعران ومومياوات القطط التي يعود تاريخها إلى الأسرة الخامسة والسادسة. تم استخدام ثلاثة من القبور للقطط، يعود تاريخ بعضها إلى أكثر من 6000 عام، في حين تم فتح واحد من أربعة توابيت أخرى. مع بقايا مومياوات قطط تم اكتشاف مذهب و 100 تمثال خشبي للقطط وواحد من البرونز مخصص للقطط باستيت. بالإضافة إلى ذلك، تم العثور على مواد جنائزية تعود إلى الأسرة الثانية عشرة إلى جانب بقايا هياكل عظمية للقطط.
في منتصف ديسمبر 2018، أعلنت الحكومة المصرية اكتشاف مقبرة غير معروفة سابقًا في سقارة عمرها 4400 عام، تحتوي على لوحات وأكثر من خمسين منحوتة. انه ينتمي إلى واهتي، وهو كاهن من ذوي الرتب العالية الذين خدموا في عهد الملك نفر إر كارع كاكاي خلال الأسرة الخامسة. تحتوي المقبرة أيضًا على أربعة أعمدة تؤدي إلى تابوت أدناه.
وبحسب صحيفة الأهرام، كشف علماء الآثار برئاسة مصطفى وزيري، في يناير 2019، عن مجموعة من 20 مقبرة تعود إلى الفترة الانتقالية الثانية في كوم الخلجان. احتوت المدافن على بقايا حيوانات وتمائم وجعران منحوتة من الخزف وأواني دائرية وبيضاوية مع مقابض يدوية وسكاكين صوان وفخار مكسور ومحترق. تضمنت جميع المدافن جماجم وهياكل عظمية في وضع الانحناء ولم يتم الحفاظ علهيا جيدًا.
في أبريل 2019، اكتشف علماء الآثار 35 بقايا محنطة لمصريين في مقبرة بأسوان. أفاد عالم الآثار الإيطالي باتريسيا بياسينتيني، أستاذ علم المصريات بجامعة ميلانو، وخالد العناني، وزير الآثار المصري، أن المقبرة التي عثر فيها على بقايا رجال ونساء وأطفال قدماء، تعود إلى العصر اليوناني الروماني. بين 332 ق.م و 395 م. وبينما افترضت النتائج أن الأم والطفل محفوظين بشكل جيد، فقد عانى البعض الآخر من دمار كبير. إلى جانب المومياوات، تم الكشف عن المشغولات اليدوية بما في ذلك الأقنعة الجنائزية المطلية والمزهريات المصنوعة من البيتومين المستخدمة في التحنيط والفخار والتماثيل الخشبية. بفضل الكتابة الهيروغليفية على القبر، تم اكتشاف أن القبر ينتمي إلى تاجر اسمه تجيت.
في 13 أبريل 2019، اكتشفت بعثة بقيادة عضو المعهد التشيكي لعلم المصريات، محمد مجاهد، مقبرة عمرها 4000 عام بالقرب من مقبرة سقارة المصرية في سقارة. أكد علماء الآثار أن المقبرة تعود لشخص مؤثر يدعى خوي عاش في مصر خلال الأسرة الخامسة. أفاد مجاهد أن «مقبرة خوي على شكل حرف L تبدأ بممر صغير يتجه نزولاً إلى غرفة انتظار ومن هناك غرفة أكبر بها نقوش مرسومة تصور صاحب المقبرة جالسًا على طاولة القرابين». حافظت بعض اللوحات على سطوعها لفترة طويلة في القبر. صُنعت المقبرة بشكل أساسي من الآجر الجيري الأبيض، وكان لها مدخل نفق نموذجي بشكل عام للأهرامات. يقول علماء الآثار إنه قد تكون هناك صلة بين خوي والفرعون لأن الضريح عثر عليه بالقرب من هرم الفرعون المصري جدكاري إيسيزي، الذي حكم خلال تلك الفترة.
في يوليو 2019، تم العثور على أعمدة جرانيتية قديمة ومعبد يوناني أصغر، وسفن محملة بالكنوز، إلى جانب عملات برونزية من عهد بطليموس الثاني، والفخار الذي يعود تاريخه إلى القرنين الثالث والرابع قبل الميلاد في مدينة هيراكليون الغارقة. أجرى التحقيقات غواصون مصريون وأوروبيون بقيادة عالم الآثار تحت الماء فرانك جوديو. كما اكتشفوا أنقاض المعبد الرئيسي بالمدينة قبالة الساحل الشمالي لمصر.
في سبتمبر 2019، أعلن علماء الآثار عن اكتشاف معبد عمره 2200 عام يعتقد أنه ينتمي إلى بطليموس الرابع فيلسوف المملكة البطلمية في قرية كوم شكاو التابعة لبلدة تاما. وكشف الباحثون أيضًا عن جدران من الحجر الجيري منحوتة بنقوش لإله النيل حابي، ونقوش بها أجزاء من النص تحمل اسم بطليموس الرابع.
في مايو 2020، كشفت البعثة الأثرية المصرية الإسبانية بقيادة إستر بونس النقاب عن مقبرة فريدة تعود إلى الأسرة السادسة والعشرين (ما يسمى عصر الصاوي) في موقع أوكسيرينخوس القديم. عثر علماء الآثار على شواهد القبور والعملات البرونزية والصلبان الصغيرة والأختام الطينية داخل ثمانية مقابر من العصر الروماني ذات أسقف مقببة وغير مميزة.
في 3 أكتوبر 2020، أعلن وزير السياحة والآثار خالد العناني، عن اكتشاف ما لا يقل عن 59 تابوتًا مختومًا مع مومياوات يزيد عمرها عن 2600 عام في سقارة. وكشف الاثريون أيضا عن 20 تمثالا لبتاح سوكر وتمثال منحوت طوله 35 سنتيمترا من البرونز للاله نفرتيم.
في 19 أكتوبر 2020، أعلنت وزارة السياحة والآثار عن اكتشاف أكثر من 2500 عام من التوابيت الملونة والمختومة في سقارة. اكتشف الفريق الأثري تماثيل خشبية ومذهبة وأكثر من 80 تابوتا.
في نوفمبر 2020، اكتشف علماء الآثار أكثر من 100 تابوت خشبي مطلي بدقة و 40 تمثالًا جنائزيًا. يعود تاريخ هذه التوابيت الخشبية المختومة، وبعضها يحتوي على مومياوات، إلى 2500 عام. ومن بين القطع الأثرية الأخرى التي تم اكتشافها أقنعة الجنازة والجرار والتمائم الكانوبية. وبحسب خالد العناني، وزير السياحة والآثار، تعود هذه القطع إلى عهد الأسرة البطلمية. تم فتح أحد النعوش وفُحصت مومياء بالأشعة السينية، لتثبت على الأرجح أنها كانت لرجل في سن الأربعين تقريبًا.
في يناير 2021، أعلنت وزارة السياحة والآثار عن اكتشاف أكثر من 50 تابوتًا خشبيًا في 52 عمودًا للدفن تعود إلى عصر الدولة الحديثة و 13 تابوتًا. بردية طويلة تحتوي على نصوص من كتاب الموتى. كما عثر علماء الآثار بقيادة زاهي حواس على المعبد الجنائزي لنيرت ومستودعات مصنوعة من الطوب في سقارة.
في يناير 2021، أعلن باحثون مصريون دومينيكان بقيادة كاثلين مارتينيز عن اكتشاف مقابر قديمة عمرها 2000 عام بألسنة ذهبية تعود إلى الفترتين اليونانية والرومانية في تابوزيريس ماجنا. كما اكتشف الفريق تمائم من أوراق الذهب على شكل ألسنة وضعت للتحدث مع الله أوزوريس في الآخرة. صورت المومياوات بأشكال مختلفة: إحداهن كانت ترتدي تاجًا مزينًا بالقرون، وثعبان الكوبرا في الجبهة، والأخرى مزينة بالذهب بزخارف عريضة تمثل العقد الواسع.
كما عثر فريق من علماء الآثار بقيادة زاهي حواس على المعبد الجنائزي نيرت أو نارات ومستودعات مصنوعة من الطوب في سقارة. كما كشف الباحثون أن اسم نارات محفور على مسلة ساقطة بالقرب من المدخل الرئيسي. لم يكن معروفًا سابقًا للباحثين، كانت نارت زوجة تيتي، أول ملوك الأسرة السادسة.
في فبراير 2021، أعلن علماء الآثار من وزارة السياحة والآثار المصرية عن اكتشاف معبد من العصر البطلمي وحصن روماني وكنيسة قبطية قديمة ونقشًا مكتوبًا بالخط الهيراطي في موقع أثري يسمى قلعة شيحة في أسوان. ووفقًا لمصطفى وزيري، فإن المعبد المنهار مزين بنقوش سعف النخيل ولوح غير مكتمل من الحجر الرملي يصف إمبراطورًا رومانيًا. وبحسب الباحث عبد البديع، فإن الكنيسة التي يبلغ عرضها حوالي 2.1 متر تحتوي على فرن يستخدم لخبز الفخار، وأربع غرف، وقاعة طويلة، وسلالم، وبلاط حجري.
أعلن علماء الآثار المصريون، في أبريل 2021، عن اكتشاف 110 مقبرة في موقع كوم الخلجان الأثري بمحافظة الدقهلية. 68 مقبرة بيضاوية الشكل تعود إلى فترة ما قبل الأسرات و 37 مقبرة مستطيلة الشكل تعود إلى الفترة الانتقالية الثانية. يعود تاريخ البقية إلى فترة نقادة 3. كما احتوت المقابر على بقايا بالغين وطفل (مدفون في جرة)، ومجموعة أفران، ومواقد، وبقايا أساسات من الطوب اللبن، ومعدات جنائزية، وأواني أسطوانية على شكل كمثرى، ووعاء بتصميم هندسي.
أعلن علماء الآثار، في سبتمبر 2021، عن اكتشاف أدوات طقسية تستخدم في الشعائر الدينية في الموقع الأثري لتل الفارعة بمحافظة كفر الشيخ. وشملت البقايا عموداً من الحجر الجيري يصور الإلهة حتحور، وبعض المباخر عليها رأس الإله حورس. وقال الدكتور حسام غانم: «اكتشفت البعثة كذلك مبنى ضخمًا من الحجر الجيري المصقول من الداخل، يمثل بئرًا للمياه المقدسة المستخدمة في الطقوس اليومية».

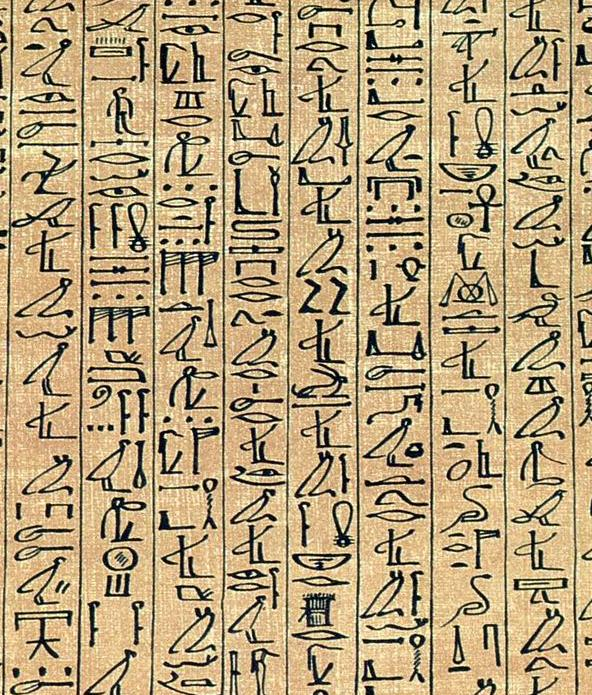
، قسم من بردية العاني يُظهر الحروف الهيروغليفية المخطوطة

## الانضباط الأكاديمي
تم إنشاء علم المصريات كنظام أكاديمي من خلال أبحاث إيمانويل دي روج في فرنسا، وصمويل بيرش في إنجلترا، وهاينريش بروغش في ألمانيا. في عام 1880، أحدث عالم المصريات البريطاني فليندرز بيتري ثورة في مجال علم الآثار من خلال عمليات التنقيب التي يتم التحكم فيها وتسجيلها علميًا. حدد عمل بيتري أن الثقافة المصرية تعود إلى 4500 قبل الميلاد. تأسس صندوق استكشاف مصر البريطاني عام 1882 وقام علماء مصريات آخرون بترويج أساليب بيتري. عمل باحثون آخرون على إنتاج قاموس هيروغليفي، وتطوير معجم ديموطيقي، ووضع مخطط للتاريخ المصري القديم.
في الولايات المتحدة، أدى تأسيس المعهد الشرقي في جامعة شيكاغو وبعثة جيمس هنري برستد إلى مصر والنوبة إلى تأسيس علم المصريات كمجال شرعي للدراسة. في عام 1924، بدأ بريستيد أيضًا المسح الكتابي لعمل نسخ دقيقة من الآثار ونشرها. في أواخر القرن التاسع عشر وأوائل القرن العشرين، متحف متروبوليتان للفنون؛ جامعة بنسلفانيا؛ متحف الفنون الجميلة، بوسطن؛ معهد بروكلين للفنون الجميلة؛ كما أجرى معهد الفنون الجميلة بجامعة نيويورك حفريات في مصر لتوسيع المجموعات الأمريكية.
تقدم بعض الجامعات والكليات درجات علمية في علم المصريات. في الولايات المتحدة، تشمل هذه جامعة شيكاغو وجامعة براون وجامعة نيويورك وجامعة ييل وجامعة إنديانا - بلومنجتون وجامعة ولاية كاليفورنيا سان برناردينو. هناك أيضًا العديد من البرامج في المملكة المتحدة، بما في ذلك جامعة أكسفورد وجامعة كامبريدج وجامعة سوانسي وجامعة ليفربول وجامعة مانشستر وجامعة لندن. بينما يدرس علم المصريات على نطاق واسع في أوروبا القارية، فقط جامعة ليدن وجامعة أوبسالا تقدمان برامج للحصول على درجة علمية في اللغة الإنجليزية في علم المصريات.
تشمل جمعيات علم المصريات:
- جمعية دراسة مصر القديمة
- جمعية دراسة الآثار المصرية القديمة، كندا
- جمعية علم المصريات في ساسكس عبر الإنترنت
- جمعية استكشاف مصر

وفقًا لجامعة كاليفورنيا في لوس أنجلوس، فإن النص القياسي الذي أشار إليه العلماء لدراسات علم المصريات كان لمدة ثلاثة عقود أو أكثر، معجم المصريات (LÄ). نُشر المجلد الأول في عام 1975 (يحتوي على مقالات باللغة الألمانية إلى حد كبير، وبعضها باللغتين الإنجليزية والفرنسية).

## علماء معاصرون
- د. زاهي حواس
- ممدوح الدماطي